# Marie Málková

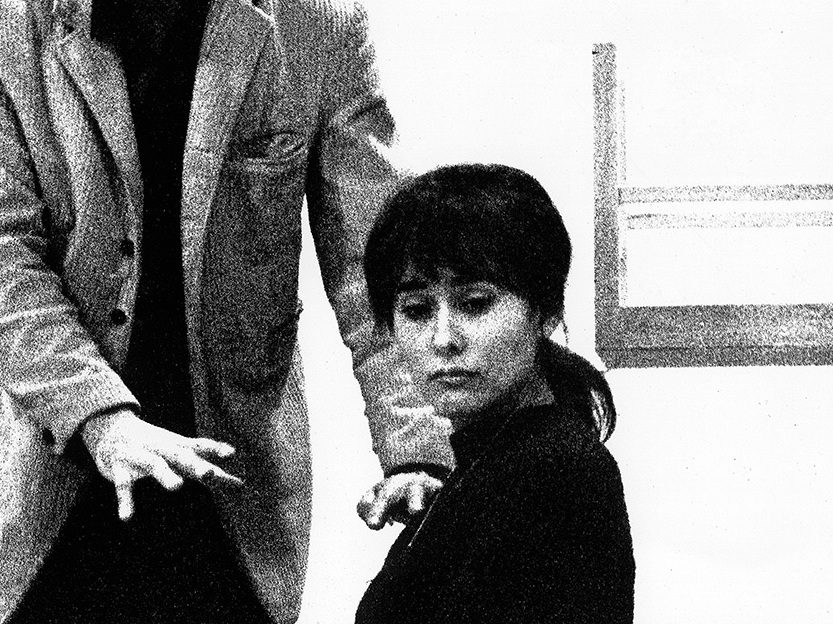
Marie Málková im Jahr 1967

Marie Málková (* 14. April 1941 in Vysoké Mýto) ist eine tschechische Schauspielerin.

## Leben
Marie Málková wurde während des Zweiten Weltkriegs in Vysoké Mýto, damals Protektorat Böhmen und Mähren, geboren, wo sie das Gymnasium besuchte. Ihr Interesse an Musik, Theater und Literatur führte sie schon in der Schulzeit an einen Theaterverein und sie absolvierte erfolgreich nationale Rezitationswettbewerbe. Sie studierte an der Theaterfakultät der Akademie der Musischen Künste in Prag (DAMU) Schauspiel und ging von 1962 bis 1968 an das Theater am Geländer (Divadlo Na zábradlí), wo sie im Schauspielensemble unter andern in Stücken von Václav Havel spielte.
Mit den politischen Veränderungen in der Tschechoslowakei beendete sie 1968 ihr Festengagement und war freischaffende Schauspielerin. Sie gastierte am Nationaltheater und den Prager Stadttheatern, trat aber auch außerhalb Prags an Theatern auf (z. B. in Ústí nad Labem oder Hradec Králové).1983 ging sie wieder ein Festengagement ein, am Prager S.K. Neumann-Theater, an dem sie bis 1992 tätig war. Danach ging sie bis 1995 an das Theater am Geländer und gastierte an weiteren Prager Theatern (z. B. Theater in der Dlouhá Straße). Anfang der 2000er Jahre gelang es ihr drei Jahre in Folge des Cena Alfréda Radoka („Alfréd-Radok-Preis“) als Beste Hauptdarstellerin ausgezeichnet.
Aufgrund ihrer politischen Haltung trat sie nach 1968 kaum in den Massenmedien in Erscheinung, sodass sie im Vergleich zu ihrem Theaterschaffen relativ wenig in Film und Fernsehen auftrat. Ihre erste größere Rolle hatte sie 1965 in dem Film Wer ist ohne Schuld? (im Original Kto si bez viny), 1968 spielte sie in Alle guten Landsleute (im Original Vsichni dobrí rodáci). Nach 1968 trat sie vor allem in Nebenrollen und Kinderserien auf. Sie spielte in den 1970er Jahren in ein paar DDR-Produktionen mit: Das unsichtbare Visier, Taugenichts und Theodor Chindler – Die Geschichte einer deutschen Familie. Auch nach der politischen Wende konzentrierte sie ihr Schaffen weiterhin auf das Theater. Hier übernahm sie auch Dozentenrollen, seit 1996 an der Höheren Berufsfachschule für Schauspiel, ab 2005 an der DAMU als außerordentlichen Professorin.
Marie Málková war mit Theaterregisseur Jan Grossman (1925–1993) verheiratet.

## Filmografie
- 1965: Wer ist ohne Schuld? (Kto si bez viny)
- 1968: Alle guten Landsleute (Vsichni dobrí rodáci)
- 1972: Die gestohlene Schlacht
- 1975: Das unsichtbare Visier
- 1978: Taugenichts
- 1979: Theodor Chindler.